# Momcził Nikołow
Momcził Nikołow, bułg. Момчил Николов (ur. 3 marca 1985 w Dobriczu) – bułgarski szachista, arcymistrz od 2010 roku.

## Kariera szachowa
W latach 1995–2003 wielokrotnie reprezentował Bułgarię na mistrzostwach świata i Europy juniorów w różnych kategoriach wiekowych. Był również wielokrotnym medalistą mistrzostw kraju juniorów, m.in. dwukrotnie złotym w 2003, w grupach do 18 i 20 lat. W swoim dorobku ma również tytuł indywidualnego wicemistrza Bułgarii, który zdobył w 2007 w Perniku. Kolejne medale mistrzostw kraju zdobył w latach 2009, 2011 oraz 2013 (wszystkie brązowe).
Normy na tytuł arcymistrza wypełnił na turniejach w Kavali (2007, dz. III m. za Ivanem Ivaniseviciem i Vasiliosem Kotroniasem, wspólnie z m.in. Christosem Banikasem), Cetynii (2009, III m. za Nikola Djukiciem i Dejanem Bożkowem) oraz Plewen (2010, turniej 1st Balkan Grand Prix, dz. II m. za Bojanem Vuckoviciem, wspólnie z Constantinem Lupulescu i Nikola Sedlakiem).
Do innych jego indywidualnych sukcesów należą m.in.:
- I m. w Stambule (2005),
- dz. III m. w Belgradzie (2005, za Bosko Abramoviciem i Igorem Miladinoviciem, wspólnie z m.in. Goranem Cabrilo i Draganem Kosiciem),
- dz. I m. w Sofii (2006, wspólnie z m.in. Władimirem Dimitrowem i Żiwko Bratanowem i Grigorem Grigorowem),
- dz. II m. w Płowdiwie (2007, za Krasimirem Rusewem, wspólnie z m.in. Julianem Radulskim i Ewgenim Janewem),
- dz. II m. w Słonecznym Brzegu (2007, za Krasimirem Rusewem, wspólnie z Pawłem Dimitrowem),
- dz. I m. w Sofii (2009, memoriał Nino Kirowa, wspólnie z Walentinem Jotowem, Grigorem Grigorowem i Ljubenem Spasowem),
- dz. I m. w Iasi (2009, wspólnie z m.in. Viorelem Iordachescu, Vasile Sanduleacem i Vladem-Cristianem Jianu),
- dz. II m. w Belgradzie (2009, za Marcinem Dziubą, wspólnie z m.in. Aleksa Strikoviciem i Mircea Parligrasem),
- dz. I m. w Słonecznym Brzegu (2009, wspólnie z Gergelym Szabo i Walentinem Jotowem).

Najwyższy ranking w dotychczasowej karierze osiągnął 1 lipca 2011, z wynikiem 2589 punktów zajmował wówczas 6. miejsce wśród bułgarskich szachistów.